# تود هينيغ
تود هينيغ (بالإنجليزية: Todd Hennig)‏ هو طبال أمريكي، ولد في 29 مارس 1976.

## وصلات خارجية
- تود هينيغ على موقع ميوزك برينز (الإنجليزية)
- تود هينيغ على موقع ديسكوغز (الإنجليزية)